# Tillandsia 'Blue Moon'
Tillandsia 'Blue Moon' es un cultivar híbrido del género Tillandsia perteneciente a la familia Bromeliaceae.
Es un híbrido creado en el año 2000 con las especies Tillandsia mallemontii × Tillandsia  streptocarpa.